# 齊藤明雄
齊藤 明雄（さいとう あきお、1955年2月23日 - ）は、京都府京都市伏見区出身の元プロ野球選手（投手）、野球指導者、野球解説者。本名同じ。
1981年までは斉藤 明雄、1982年から2009年までは斉藤 明夫、2010年からは本名で活動（いずれも、読みは同じ）。「斎藤 明夫」「齊藤 明夫」「齋藤 明夫」と表記される場合もある。
通称・愛称は「ヒゲの斉藤」「ひげの斉藤」（ヒゲのさいとう）または「ヒゲ」。ジャイロスコープ所属。

## 経歴

### プロ入り前
伏見の寺田屋や月桂冠の酒蔵があるエリア（南浜・馬借前）近くの魚屋の長男として生まれる。京都市立桃山中学校で野球部に入部し本格的に野球を始める。花園高等学校では2年まで中堅手でマウンドには一度も上がったことが無かったが、2年秋に監督からの指名で投手となる。3年生の1972年に中堅手・六番打者として春の選抜に出場するが、初戦で専大北上に完封負け。同年夏の京滋大会京都予選ではエースとなり、1回戦から3回戦まで3試合連続完封を記録する。しかし準々決勝で西京商の中井康之と投げ合い、延長16回の熱戦の末に4-6で敗退、甲子園出場を逸する。
卒業後は大阪商業大学に進学。関西六大学野球リーグでは1975年春季リーグでチームの初優勝に貢献。同年の大学野球選手権でも決勝に進出するが、森繁和、中畑清らのいた駒大に延長14回0-1で敗退、準優勝にとどまる。この頃「東の江川（卓）、西の齊藤」と記事になるなど注目されるようになる。翌1976年春季リーグでも2度目の優勝。しかし同年の大学野球選手権でも、決勝で遠藤一彦、吉田恭之（松下電器）両投手を擁する東海大に敗れ、日本一には届かなかった。1975年、1976年の日米大学野球選手権大会に日本代表として選出されている。リーグ通算71試合に登板し30勝17敗、防御率1.70、324奪三振の成績を残した。最優秀選手に当たる関西運動記者クラブ賞を2度、ベストナインを2度受賞。大学同期に田中昌宏がいる。大学生当時、駒澤大学の森繁和、日本大学の佐藤義則と共に「大学生投手三羽ガラス」と並び称されていた。ドラフト前は、昔からファンのチームであり、高校生時代の野球部の監督が立命館大学野球部時代吉田義男とチームメイトだったこともあって、阪神タイガースしか考えてなかったという。

### プロ入り後
大学野球選手権で2度の準優勝投手に輝いた逸材として、1976年秋のプロ野球ドラフト会議で大洋ホエールズから1位指名を受け入団。球団は斉藤への期待を込め、秋山登や山下律夫らがつけたエースナンバーの17を与えた。
1977年は、新人ながら開幕から一軍に登録。8月30日の対巨人戦で、王貞治の本塁打世界タイ記録（755本）達成を阻止したうえプロ初完封、一躍脚光を浴びる。この年は8勝9敗で、巨人から4勝し、梶間健一、西本聖を押し退けて新人王を獲得。
1978年は、別当薫監督から若さと度胸の良さを買われ、新本拠地横浜スタジアムの開場戦に先発。完投し、同球場の公式戦勝利投手第1号となる。
1980年からトレードマークの口ひげを生やすようになり、コワモテの風貌もあって大洋ファンのみならず他球団のファンからも「ヒゲの斉藤」と呼ばれた。
1981年途中には遠藤一彦と入れ替わりで抑え投手に転向。5勝15敗10セーブを挙げる。
1982年に登録名を「明雄」から「明夫」に改名。当時の日本記録である8連続セーブとシーズン30セーブを達成、リーグ最多セーブを記録する。更に規定投球回に達し最優秀防御率のタイトルも獲得。
1983年には10勝8敗22セーブで最優秀救援投手のタイトルを獲得。
1986年には2度目の最優秀救援投手となる。
1988年の開幕直後に右膝半月板を損傷し、中山裕章に譲る形で先発投手に再転向。7月3日の対中日戦で、右投手では日本プロ野球史上初、左右あわせても史上3人目の通算100勝100セーブを達成する。
1993年にはコーチを兼任するも、持病の右膝痛が悪化し、現役引退を表明。10月20日の対ヤクルト戦で通算600試合登板、2日後の10月22日の対広島戦で現役最終登板を果たし、引退した。

### 現役引退後

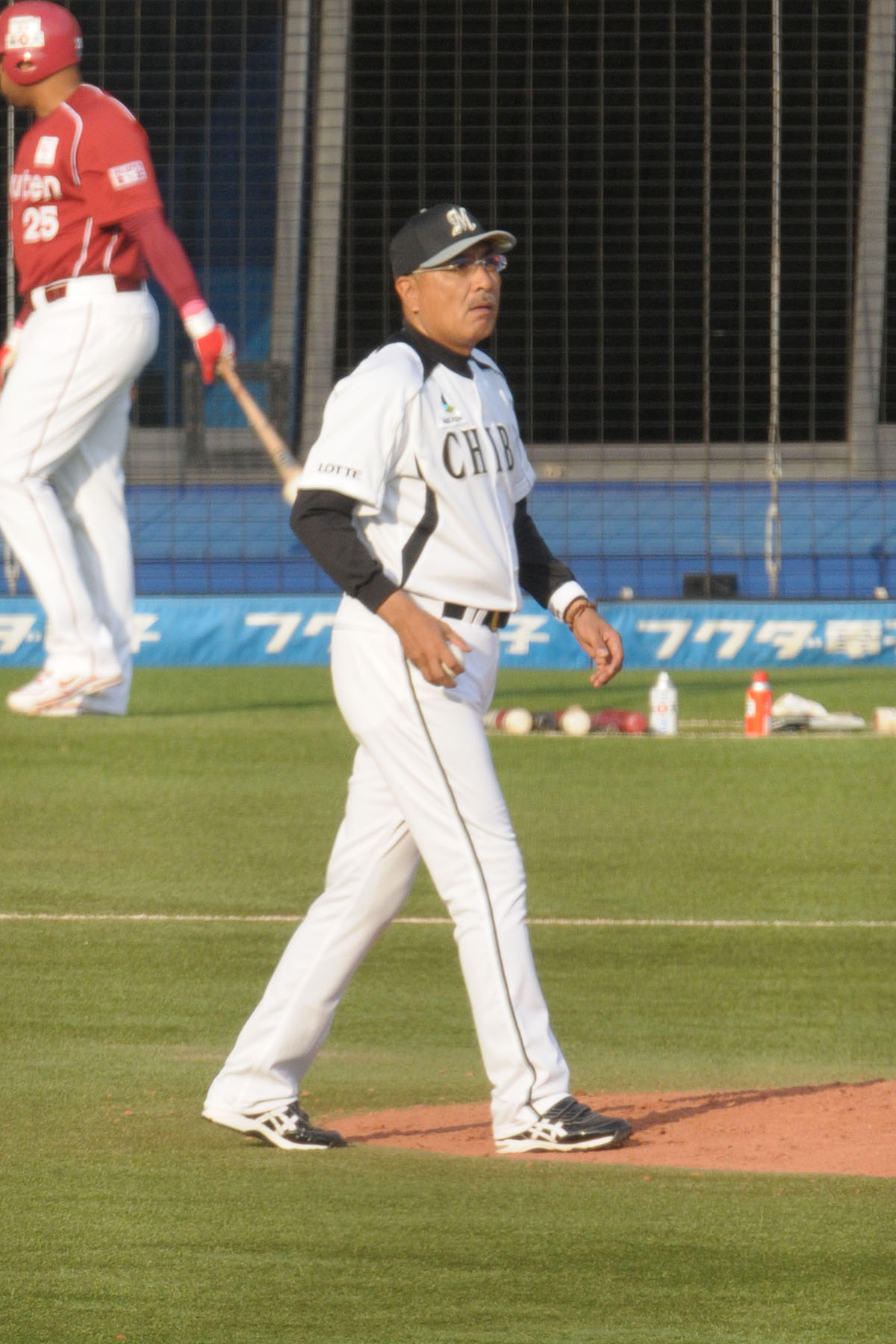
2013年5月12日、QVCマリンフィールドにて

引退後はフジテレビ・ニッポン放送野球解説者（1994年 - 1995年）を経て、横浜一軍投手コーチ（1996年 - 1999年）を務めた。退団後はフジテレビ・ニッポン放送（裏送り中心）野球解説者（2000年 - 2006年、テレビ神奈川=TVK→tvkの出演もあり）。その間、プロ野球マスターズリーグの東京ドリームスに参加し、2002年度の優勝に貢献・最優秀選手を受賞、2連覇を果たした2003年度は優勝投手となった。
2007年より大矢明彦の横浜監督再任に伴い、一軍投手チーフコーチとして復帰する。
2008年は投手陣が崩壊し、セ・リーグ唯一のチーム防御率4点台の4.74（NPB12球団最低）と低迷し、一時期吉田篤史二軍投手コーチが一軍に帯同した時期もあった。投手陣の低迷が最下位の要因となったため、2008年限りで解任となった。
2009年からはフジテレビ、テレビ神奈川（tvk）、J SPORTS、ニッポン放送（2009年のみ。裏送り担当）の野球解説者を務めた。
コンサルティング会社は、2009年から2010年頃までは、スーパーエージェント所属、その後はジャイロスコープ所属。また、ライツネットワークの登録メンバー、エル・ファクトリーの業務提携タレントとしてそれぞれ名を連ねる。
2013年度より、千葉ロッテマリーンズ一軍投手コーチへ就任。9月3日から9月9日まで体調不良で休養。9月10日からブルペンコーチとして復帰した。チーム防御率はリーグ最下位と低迷した。
2014年度より、二軍投手コーチ。10月5日に球団から来季の契約を結ばないことが発表された。
2015年からフジテレビ・JSPORTSの野球解説者を務める。さらに2016年からテレビ神奈川・スポナビライブのDeNA戦野球解説者も兼務。2018年からDAZNのDeNA戦野球解説者も兼務。
2018年12月、平松政次に代わり、ホエールズ・ベイスターズOB会の新会長に就任。

## 選手としての特徴
1977年から1993年まで、大洋ホエールズ⇒横浜大洋ホエールズ⇒横浜ベイスターズ一筋で、力強いストレートとスローカーブを武器に活躍。ストレートは140キロ前半で球種はその2つだけだったが、抜群のコントロールと緩急で名だたる強打者も抑えた。
先発としても抑えとしても活躍したため、右投げ投手としてプロ野球史上初の100勝100セーブを達成している（通算128勝133セーブ）。抑えでは1イニングだけではなく回跨ぎの登板が当たり前だったため、抑えでありながら規定投球回に到達した年もあり、その登板内容から、名球会の基準には達していないが平松政次などから名球会入りを推す声もある。
苦手にしていた打者は読売ジャイアンツの篠塚和典と広島東洋カープの高橋慶彦であった。篠塚にはプロ初安打、高橋にはプロ初本塁打をそれぞれ打たれている。

## 人物・エピソード
大洋⇒横浜大洋⇒横浜すべての時代で一軍公式戦出場した唯一の選手。
「明夫」を「昭夫」、「明雄」を「昭雄」と誤記されることがある。
背番号は、自身のプロ入り当時阪急ブレーブスの主力投手だった山口高志への憧れから本当は同じ「14」が欲しかったが、「もう17に決まっているから」と断られたという。この時「秋山（登）さんの番号は重いなあ」と思っていたと話している。
新人王を獲った1年目のオフ、小学校のクラス会の通知が来た。それまで一回も送ってこなかったのにプロで活躍した途端知らせてきた事に怒りを感じた斎藤は「欠席」とだけ書いてポストに入れた。
2002年頃からプロ野球マスターズリーグやOBオールスターゲームなどで背面投げを披露している。
キャッチボール練習については、後輩の野村弘樹は「1球1球ものすごく質が高い」「キャッチボールを本当に大事にしていた。」と証言している。ゆったりとしたフォームで「あ～き～お～だよ～」と叫びながら投げ、後輩のものまねのネタにされた。
捕手の市川和正は、自身のサインミスで齋藤がボークをとられて負けたとき、「お前は何も言うな。」と言って翌日の新聞に「すべて俺が悪かった。」とコメントしたことに感激して「一生ついて行こう。」と思ったと証言している。
酒飲みであったため、バッカスというニックネームもあった。1978年には禁酒の代わりに本をよく読んでいたため、選手達からはブックスと呼ばれていた。

## 詳細情報

### 年度別投手成績
| 年 度      | 球 団      | 登 板 | 先 発 | 完 投 | 完 封 | 無 四 球 | 勝 利 | 敗 戦 | セ 丨 ブ | ホ 丨 ル ド | 勝 率 | 打 者 | 投 球 回 | 被 安 打 | 被 本 塁 打 | 与 四 球 | 敬 遠 | 与 死 球 | 奪 三 振 | 暴 投 | ボ 丨 ク | 失 点 | 自 責 点 | 防 御 率 | W H I P |
| ---------- | ---------- | ----- | ----- | ----- | ----- | -------- | ----- | ----- | -------- | ----------- | ----- | ----- | -------- | -------- | ----------- | -------- | ----- | -------- | -------- | ----- | -------- | ----- | -------- | -------- | ------- |
| 1977       | 大洋 横浜  | 38    | 20    | 3     | 1     | 0        | 8     | 9     | 0        | --          | .471  | 624   | 141.1    | 156      | 17          | 61       | 5     | 3        | 87       | 0     | 0        | 87    | 69       | 4.39     | 1.54    |
| 1978       | 大洋 横浜  | 47    | 26    | 12    | 2     | 3        | 16    | 15    | 4        | --          | .516  | 1001  | 241.0    | 234      | 24          | 67       | 9     | 6        | 162      | 0     | 0        | 90    | 84       | 3.14     | 1.25    |
| 1979       | 大洋 横浜  | 37    | 27    | 10    | 2     | 1        | 11    | 6     | 0        | --          | .647  | 826   | 196.1    | 198      | 25          | 56       | 5     | 3        | 138      | 1     | 1        | 94    | 88       | 4.03     | 1.29    |
| 1980       | 大洋 横浜  | 35    | 33    | 17    | 1     | 2        | 14    | 17    | 1        | --          | .452  | 1024  | 247.1    | 245      | 24          | 72       | 5     | 3        | 165      | 1     | 4        | 111   | 104      | 3.78     | 1.28    |
| 1981       | 大洋 横浜  | 47    | 19    | 3     | 0     | 0        | 5     | 15    | 10       | --          | .250  | 743   | 169.1    | 195      | 18          | 61       | 9     | 4        | 100      | 0     | 1        | 92    | 81       | 4.31     | 1.51    |
| 1982       | 大洋 横浜  | 56    | 1     | 0     | 0     | 0        | 5     | 6     | 30       | --          | .455  | 542   | 134.2    | 109      | 12          | 35       | 10    | 1        | 80       | 0     | 0        | 36    | 31       | 2.07     | 1.07    |
| 1983       | 大洋 横浜  | 54    | 0     | 0     | 0     | 0        | 10    | 8     | 22       | --          | .556  | 496   | 116.0    | 113      | 14          | 45       | 14    | 2        | 67       | 3     | 1        | 52    | 46       | 3.57     | 1.36    |
| 1984       | 大洋 横浜  | 43    | 2     | 1     | 1     | 0        | 11    | 6     | 10       | --          | .647  | 419   | 94.0     | 115      | 10          | 31       | 12    | 2        | 53       | 1     | 0        | 54    | 51       | 4.88     | 1.55    |
| 1985       | 大洋 横浜  | 55    | 0     | 0     | 0     | 0        | 9     | 5     | 18       | --          | .643  | 444   | 109.2    | 93       | 9           | 22       | 4     | 0        | 72       | 2     | 0        | 40    | 26       | 2.13     | 1.05    |
| 1986       | 大洋 横浜  | 44    | 0     | 0     | 0     | 0        | 5     | 6     | 23       | --          | .455  | 301   | 78.0     | 62       | 10          | 13       | 4     | 0        | 49       | 0     | 0        | 18    | 16       | 1.85     | 0.96    |
| 1987       | 大洋 横浜  | 39    | 0     | 0     | 0     | 0        | 4     | 1     | 15       | --          | .800  | 279   | 70.2     | 57       | 6           | 16       | 2     | 0        | 36       | 4     | 0        | 19    | 17       | 2.17     | 1.03    |
| 1988       | 大洋 横浜  | 24    | 17    | 2     | 0     | 1        | 5     | 4     | 0        | --          | .556  | 439   | 105.2    | 114      | 4           | 27       | 4     | 2        | 38       | 0     | 2        | 45    | 41       | 3.49     | 1.33    |
| 1989       | 大洋 横浜  | 18    | 18    | 5     | 2     | 1        | 8     | 6     | 0        | --          | .571  | 496   | 117.1    | 127      | 12          | 34       | 7     | 2        | 49       | 1     | 0        | 44    | 42       | 3.22     | 1.37    |
| 1990       | 大洋 横浜  | 24    | 22    | 6     | 1     | 2        | 10    | 7     | 0        | --          | .588  | 615   | 150.1    | 144      | 15          | 39       | 3     | 2        | 98       | 0     | 0        | 71    | 68       | 4.07     | 1.22    |
| 1991       | 大洋 横浜  | 17    | 16    | 1     | 1     | 0        | 4     | 6     | 0        | --          | .400  | 419   | 99.2     | 103      | 10          | 28       | 2     | 0        | 57       | 1     | 0        | 45    | 40       | 3.61     | 1.31    |
| 1992       | 大洋 横浜  | 17    | 15    | 4     | 0     | 2        | 3     | 8     | 0        | --          | .273  | 368   | 91.1     | 92       | 12          | 11       | 1     | 4        | 66       | 0     | 0        | 42    | 37       | 3.65     | 1.13    |
| 1993       | 大洋 横浜  | 6     | 2     | 0     | 0     | 0        | 0     | 0     | 0        | --          | ----  | 55    | 10.2     | 20       | 3           | 1        | 0     | 2        | 4        | 0     | 0        | 13    | 9        | 7.59     | 1.97    |
| 通算：17年 | 通算：17年 | 601   | 218   | 64    | 11    | 12       | 128   | 125   | 133      | --          | .506  | 9091  | 2173.1   | 2177     | 225         | 619      | 96    | 36       | 1321     | 14    | 9        | 953   | 850      | 3.52     | 1.29    |

- 各年度の太字はリーグ最高
- 大洋（横浜大洋ホエールズ）は、1993年に横浜（横浜ベイスターズ）に球団名を変更

### タイトル
- 最優秀防御率：1回 （1982年）
- 最多奪三振：1回 （1978年） ※当時連盟表彰なし、セントラル・リーグでは、1991年より表彰
- 最優秀救援投手：2回 （1983年、1986年）

### 表彰
- 新人王 （1977年）
- ファイアマン賞：2回 （1983年、1986年）

### 記録
初記録
- 初登板：1977年4月19日、対ヤクルトスワローズ3回戦（明治神宮野球場）、6回裏に4番手で救援登板、2回無失点
- 初奪三振：同上、6回裏に松岡弘から
- 初先発：1977年4月24日、対中日ドラゴンズ5回戦（石川県立野球場）、3回1失点
- 初勝利・初先発勝利：1977年5月8日、対阪神タイガース8回戦（阪神甲子園球場）、7回1失点
- 初完投勝利・初完封勝利：8月30日、対読売ジャイアンツ21回戦（後楽園球場）
- 初セーブ：1978年4月8日、対阪神タイガース1回戦（阪神甲子園球場）、7回裏2死に2番手で救援登板・完了、2回1/3を無失点

節目の記録
- 1000投球回：1982年4月3日、対阪神タイガース1回戦（横浜スタジアム）、5回表2死目に達成
- 100セーブ：1986年5月1日、対広島東洋カープ5回戦（広島市民球場） ※史上3人目
- 1500投球回：1986年8月3日、対ヤクルトスワローズ18回戦（横浜スタジアム）、8回表3死目に達成
- 1000奪三振：1987年8月22日、対広島東洋カープ17回戦（横浜スタジアム）、8回表にリック・ランスから ※史上72人目
- 500試合登板：1988年6月7日、対中日ドラゴンズ8回戦（ナゴヤ球場）、5回裏に6番手で救援登板、2回無失点
- 100勝：1988年7月3日、対中日ドラゴンズ12回戦（横浜スタジアム）、先発登板で5回3失点 ※史上96人目
- 2000投球回：1991年5月30日、対中日ドラゴンズ8回戦（浜松球場）、2回裏1死目に達成 ※史上70人目
- 600試合登板：1993年10月20日、対中日ドラゴンズ26回戦（横浜スタジアム）、9回表に3番手で救援登板、1/3回3失点

その他の記録
- 規定投球回に達しかつ30セーブ以上（NPB史上、他に達成者なし）（1982年）
- 100勝100セーブ ※史上3人目（過去の達成者は江夏豊・山本和行、後に大野豊・郭源治・佐々岡真司が達成）
- オールスターゲーム出場：6回 （1978年、1981年 - 1983年、1985年、1987年）
- オールスターゲーム最多連続投球回数：5回 （1982年）[38]

### 背番号
- 17 （1977年 - 1993年）
- 77 （1996年 - 1999年、2007年 - 2008年）
- 85 （2013年 - 2014年）

### 登録名
- 斉藤 明雄 （さいとう あきお、1977年 - 1981年）
- 斉藤 明夫 （さいとう あきお、1982年 - 1993年、1996年 - 1999年、2007年 - 2008年）
- 齊藤 明雄 （さいとう あきお、2013年 - 2014年）

## 関連情報

### 出演番組
フジテレビ
- プロ野球中継
  - 野球道 (フジテレビ系列)
  - SWALLOWS BASEBALL L!VE（同局運営のCS放送フジテレビONE向けの東京ヤクルトスワローズホームゲーム中継。担当時期：2005年 - 2006年、2009年 - 2012年、2015年-）
- プロ野球ニュース
- すぽると!

tvk
- tvkプロ野球中継 横浜DeNAベイスターズ熱烈LIVE

J SPORTS
- J SPORTS STADIUM（2002年? - 2006年：横浜戦[39]、2009年 - 2012年：千葉ロッテマリーンズ戦、2015年-）
- メジャーリーグ中継（2009年 - 2012年、2015年-）

ニッポン放送・NRN系列
- ニッポン放送ショウアップナイター（1994年　–　1995年、2000年 - 2006年、2009年。主に後述NRN系列地方局への裏送り中継担当）
  - 東海ラジオ ガッツナイター（東海ラジオの中継。中日の関東地方におけるビジターゲーム中継に出演）
  - RCCカープナイター（RCCラジオの中継。広島の関東地方におけるビジターゲーム中継に出演）

### CM出演
- メガネスーパー（1980年代前半、遠藤一彦と共演）